# Тейлор, Уильям Десмонд
Уильям Десмонд Тейлор (англ. William Desmond Taylor; 26 апреля 1872, Карлоу — 1 февраля 1922, Westlake, Калифорния) (урождённый Уильям Каннингем Дин-Таннер, 26 апреля 1872 — 1 февраля 1922) — англо-ирландско-американский кинорежиссёр и актёр. Тейлор снял пятьдесят девять немых фильмов в период с 1914 по 1922 год и сам снялся в двадцати семи в период с 1913 по 1915 год, снялся в одном из первых полнометражных фильмов, снятых на Западном побережье. В течение трёх лет занимал пост президента Ассоциации кинорежиссеров. Считался ведущей фигурой в киноиндустрии на протяжении большей части своей режиссёрской карьеры.
1 февраля 1922 года Тейлор был застрелен. Его убийство наряду с такими как процесс над Роско Арбаклом, стало одним из главных голливудских скандалов 1920-х годов и вызвало бешеную волну сенсационных и часто сфабрикованных газетных сообщений. Убийство до сих пор остаётся нераскрытым.
Многие из фильмов снятых Тейлором считаются утерянными, сохранившиеся хранятся в Библиотеке Конгресса США, Международном музее фотографии Джорджа Истмена и Архиве кино и телевидения Калифорнийского университета.

## Биография

### Ранние годы
Уильям Каннингем Дин-Таннер родился в англо-ирландской семье 26 апреля 1872 года в Эвингтон-Хаус, Карлоу, графство Карлоу, Ирландия. Он был одним из пяти детей отставного офицера британской армии, майора Томаса Кернса Дин-Таннера из 8-го батальона Королевского стрелкового корпуса, и его жены, Джейн О'Брайен. Братьями и сестрами Тейлора были Денис Гейдж Дин-Таннер, Эллен «Нелл» Дин-Таннер Фаудель-Филлипс, Лиззи «Дейзи» Дин-Таннер и Освальд Кернс Дин-Таннер. Одним из его дядей был Чарльз Кернс Дин Таннер, член парламента от Ирландской парламентской партии в Мид-Корке.
С 1885 по 1887 год Тейлор учился в колледже Мальборо в Англии. В 1891 году он покинул Ирландию и поселился на ранчо близ Раннимеда, штат Канзас. Там Тейлор заново познакомился с актёрским мастерством (его первый опыт был получен в школе) и в конце концов переехал в Нью-Йорк. Он стал сценическим актёром и выступал под именем Каннингем Дин. Находясь в Нью-Йорке, Тейлор ухаживал за Этель Мэй Гамильтон, актрисой, игравшей в мюзикле «Флородора» под именем Этель Мэй Харрисон. Отец Гамильтон был брокером и инвестором английского антикварного магазина на Пятой авеню, Antique Shoppe, в котором в итоге и работал Тейлор. Пара поженилась в рамках епископальной церемонии 7 декабря 1901 года в Церкви Преображения Господня, и примерно в следующем году у пары родилась дочь, Этель Дейзи. Тейлор и его семья были хорошо известны в нью-йоркском обществе и состояли в нескольких клубах. Он также сильно пил, возможно, страдал от депрессии и был известен своими романами с женщинами. Тейлор внезапно исчез 23 октября 1908 года, бросив жену и дочь. После его исчезновения друзья говорили, что он и раньше страдал «психическими отклонениями», а его семья сначала думала, что он заблудился во время приступа амнезии. В 1912 году жена Тейлора получила от штата свидетельство о разводе.
О годах, последовавших за исчезновением Тейлора, известно немного. Он путешествовал по Канаде, Аляске и северо-западу США, добывая золото и работая в различных актёрских труппах. В конце концов он переключился с актёрской деятельности на режиссуру. К 1912 году, когда он прибыл в Сан-Франциско, он сменил имя на Уильям Десмонд Тейлор. В Сан-Франциско его встретили знакомые из Нью-Йорка и дали ему немного денег, чтобы он смог вновь обосноваться в Лос-Анджелесе.

### Карьера в Голливуде
Тейлор начал сниматься в кино в 1913 году для New York Motion Picture Company, кинокомпании которая выпускала фильмы под несколькими разными торговыми марками, фильмы с Тейлором выходили под брендами Bronco и Kay-Bee. Его самое раннее известное появление Тейлора на экране было в фильме «Фальшивомонетчик» (1913). Затем он снимался для Vitagraph Studios, включая четыре совместных выступления с Маргарет Гибсон и продюсерской компании Balboa Amusement Producing Company. В Balboa Тейлор встретил актрису Неву Гербер, с которой был помолвлен до 1919 года. Гербер позже вспоминала: «Он был душой чести, человеком личной культуры, образования и утонченности. Я никогда не знала более прекрасного или достойного человека».
Тейлор начал снимать фильмы в качестве режиссёра в 1914 году, начав с «Жены судьи» для Balboa с Гербер в главной роли. После ухода из Balboa он снял два фильма в компании Favorite Players Film Co. и затем в American Film Manufacturing Company, где он снял большую часть 30-серийного сериала «Алмаз с неба» (1915). В октябре 1915 года он присоединился к компании Pallas Pictures. Через год Pallas стала дочерней компанией Famous Players-Lasky. За исключением месяца работы в Fox Film Corporation в 1917 году, все последующие фильмы Тейлора были сняты для Famous Players-Lasky или её дочерних компаний.
Примерно в 1915 году Тейлор связался со свояченицей, Адой Бреннан Дин-Таннер, женой младшего брата Тейлора Дениса. Бывший лейтенант британской армии и менеджер нью-йоркского антикварного бизнеса (отдельного от Hamilton), Денис также бросил свою жену и детей, исчезнув в 1912 году. Ада с дочерьми переехала в Монровию, штат Калифорния, где Ада проходила лечение в санатории Поттингера от туберкулеза. Сестра Ады, Лилиан Померой, была замужем за главным врачом санатория, доктором Джоном Л. Помероем.
К концу Первой мировой войны, в июле 1918 года, Тейлор записался рядовым в Канадские экспедиционные силы. После четырёх с половиной месяцев обучения в Форт Эдварде, Новая Шотландия, Тейлор отплыл из Галифакса на военном корабле с 500 канадскими солдатами. 2 декабря 1918 года они прибыли в казармы Хаунслоу, Лондон. В конце концов Тейлор был назначен в Королевский армейский корпус службы продовольствия экспедиционных сил, расквартированный в Дюнкерке, и 15 января 1919 года получил временное звание лейтенанта. В конце апреля 1919 года Тейлор получил свое последнее место службы в Берге, Франция, в звании майора Тейлора, рота D, Королевские стрелки. По возвращении в Лос-Анджелес 14 мая 1919 года Тейлор был отмечен Ассоциацией режиссёров на официальном банкете в Спортивном клубе Лос-Анджелеса.
После возвращения с военной службы Тейлор в качестве режиссёра работал с самыми популярными звездами эпохи, включая Мэри Пикфорд, Уоллеса Рида, Дастина Фарнума и Мэри Майлз Минтер, которая снялась в его версии «Энн из Зелёных крыш». К этому времени бывшая жена и дочь Тейлора узнали, что он работает в Голливуде. В 1918 году, просматривая фильм «Капитан Альварес», они увидели, как Тейлор появился на экране. Этель сказала дочери: «Это твой отец!». В ответ Этель Дейзи написала Тейлору письмо в студию. В 1921 году Тейлор навестил бывшую жену и дочь в Нью-Йорке и сделал Этель Дэйзи своей законной наследницей.

## Убийство
В 7:30 утра в четверг, 2 февраля 1922 года, тело Тейлора было найдено внутри его бунгало в Alvarado Court Apartments, 404-B South Альварадо-стрит, в Уэстлейке, Лос-Анджелес, модном и богатом районе города. Внутри собралась толпа, и кто-то, представившийся врачом, вышел вперед, произвел беглый осмотр тела и объявил, что Тейлор умер от желудочного кровотечения. Доктора больше никто не видел, а когда позже возникли сомнения, судебно-медицинские следователи перевернули тело, обнаружив, что 49-летнему режиссёру по меньшей мере один раз выстрелили в спину из по-видимому, было мелкокалиберного пистолета, который не был найден на месте происшествия.

### Похороны
Похороны Тейлора состоялись 7 февраля 1922 года в соборе Святого Павла. После проведения епископальной церемонии он был похоронен в мавзолее на Голливудском кладбище, которое в наше время носит название Hollywood Forever, на бульваре Санта-Моника. Надпись на его склепе гласит: «В память об Уильяме К. Дин-Таннере, любимом отце Этель Дин-Таннер. Умер 1 февраля 1922 года».